# Contea di Judith Basin
La contea di Judith Basin (in inglese Judith Basin County) è una contea del Montana, negli Stati Uniti. Il suo capoluogo amministrativo è Stanford.

## Storia
La contea fu creata nel 1920 e prende il suo nome dal fiume Judith. Quest'ultimo venne nominato così dall'esploratore Meriwether Lewis nel 1805 in onore del proprio cugino Judith Hancock.

## Geografia fisica
La contea di Judith Basin ha un'area di 4 846 km² di cui lo 0,05% è coperto d'acqua. Confina con le seguenti contee:
- contea di Chouteau - nord
- contea di Fergus - est
- contea di Wheatland - sud
- contea di Meagher - sud
- contea di Cascade - ovest

### Evoluzione demografica

Situazione demografica

## Città principali
- Hobson
- Stanford
- Utica
- Geyser
- Windham

## Strade principali
- U.S. Route 87
- Montana Highway 3
- Montana Highway 80